# 대전가톨릭대학교
대전가톨릭대학교(大田가톨릭大學校, Daejeon Catholic University)는 세종특별자치시 전의면에 있는 사립 대학이다.

## 연혁
1989년 10월 3일, 로마 교황청이 대전신학교 설립을 인가하였다. 이에 따라 1992년 12월 24일, 대전가톨릭대학교가 설립되었다. 이듬해 3월 2일 개교하여 현재에 이르고 있다.

## 교육편제
대전가톨릭대학교는 신학과 단일 설치 학교이다. 또한 대학원은 일반대학원을 설치하고 있으며 이 역시 신학과 단일 학과 과정으로 운영된다.